# مودنا ۳۳۴۴
سیارک ۳۳۴۴ (به انگلیسی: 3344 Modena، نامگذاری:1982JA) سه هزار و سیصد و چهل و چهارمین سیارک کشف شده‌است که در ۱۵ مه ۱۹۸۲ کشف شد.
قدر مطلق سیارک برابر ۱۲٫۹۰ است.